# Кармен (фильм, 1945)
«Кармен» (фр. Carmen) — франко-итальянский художественный фильм режиссёра Кристиана-Жака, экранизация одноимённой новеллы Проспера Мериме с музыкой Жоржа Бизе из оперы «Кармен». Фильм был снят в период немецкой оккупации Франции во время Второй мировой войны. Павильонные съёмки производились в студии компании Scalera Film в Риме в 1942—1943 годах, а натурные прошли летом 1942 года в итальянской коммуне Сан-Донато-Валь-ди-Комино. Несмотря на то, что фильм был снят в 1942 году, в прокат он был выпущен только в 1944 году во Франции и в 1945 году в Италии. Экранизация имела успех у публики и была положительно встречена публикой.

## Сюжет
Действие фильма происходит в 1820-х годах в окрестностях испанской Севильи. Прибывший в город из другого гарнизона бригадир драгунов Дон Хозе знакомится с цыганкой Кармен, которая работает на местной сигарной мануфактуре. Там во время работы у неё происходит ссора с другой женщиной и во время драки с ней она порезала ей лицо. Прибывший на шум Хозе задерживает Кармен и получив от лейтенанта приказ на её арест конвоирует в тюрьму. На одной из улиц города цыганке, которая просила её отпустить, удаётся бежать и скрыться в толпе.
Позже банда контрабандистов под предводительством её мужа Гарсии по прозвищу «Кривой» ночью тайно перевозят товары в горах. Опасаясь карабинеров, они были вынуждены сбросить тюки в ущелье. Контрабандисты прибывают в таверну их старого знакомого Лиласа Пастья, который ждал от них эти запрещённые товары. Здесь же скрывается и Кармен, танцующая для публики в этом заведении по вечерам. Хозе после её побега был понижен в звании и отбывает месячный срок в заключении, где получает от неё сообщение, чтобы он посетил таверну. Он был отпущен досрочно и в качестве наказания ему было поручено охранять пролом в городской стене. Кармен встречается с Хозе и приводит его к себе домой, куда также приходит лейтенант, который ухаживает за цыганкой, но ему говорят, что её нет дома. Следующей ночью Хозе охраняет пролом, где к нему подходит Кармен и просит его пропустить её друзей-контрабандистов. Хозе первоначально отказывается, но Кармен удаётся его уговорить пропустить бандитов. Контрабандисты совершают налёт на склад и в связи с этим в городе проводится облава. Драгуны врываются в таверну и задерживают «Кривого». Лейтенант приходит к Кармен, где в это время находится Хозе. Между ними происходит поединок на саблях, во время которого лейтенант получает смертельное ранение. Кармен, которая спровоцировала этот поединок, говорит Хозе: «Теперь, что бы ты не делал, ты наш».
Хозе приходится дезертировать из армии, бежав в горы к контрабандистам, а за его поимку назначена награда в 2 000 дуро. Банда под руководством Хозе совершает ряд налётов на дилижансы, а любовная связь между Кармен и Хозе держится в секрете. «Кривому» удаётся бежать из тюрьмы, после чего он возвращает контроль над бандой. Кармен вернулась к нему. В горах на банду совершают нападение карабинеры, и в завязавшейся перестрелке многие были убиты с обеих сторон. В одном из эпизодов боя Кармен подносит Хосе винтовку, чтобы он в суматохе застрелил Гарсию, но тот не пошёл на этот шаг, а, наоборот, спас ему жизнь, выстрелив в прицелившегося карабинера. В этой перестрелке был ранен Ремондадо, который умоляет не добивать его, и Хозе пытается ему помочь. Однако «Кривой» стреляет в раненого и таким образом избавляется от ненужной для себя обузы. Ночью между главарём банды и Хозе происходит выяснение отношений, что заканчивается поединком на ножах, во время которого последний убивает «Кривого». Хозе рад воссоединению с Кармен, но она охладевает к Хозе и начинает тяготиться этой связью. Хозе хочет прекратить заниматься разбоем и предлагает её отправиться в Мексику. Она отказывается и говорит, что привыкла к такой жизни, но всё-таки соглашается поехать в город для того, чтобы купить паспорта на выезд. Там она знакомится и увлекается тореадором Лукасом, который оказывает ей знаки внимания. На следующий день Лукас участвует в корриде и получает смертельное ранение одним из быков. Хозе удаётся найти Кармен после её прощания с умирающим Лукасом. Хозе показывает ей, что он сумел добыть необходимые документы на выезд в Новый свет. Однако Кармен не любит Хозе, и после яростной ссоры в горах он убивает её.

## В ролях
| Актёр            | Роль                     |
| ---------------- | ------------------------ |
| Вивиан Романс    | Кармен                   |
| Жан Маре         | Дон Хозе                 |
| Люсьен Кёдель    | Гарсиа                   |
| Жюльен Берто     | Лукас, матадор           |
| Жан Брошар       | Лилас Пастья             |
| Адриано Римольди | Маркес, лейтенант драгун |
| Эли Парво        | Памела                   |
| Маргерит Морено  | цыганка                  |
| Бернар Блие      | Ремендадо                |
| Андре Бервиль    | монах                    |
| Полидор          | путешественник           |

## Создание
После создания патриотического фильма «Фантастическая симфония», снятого во время немецкой оккупации, режиссёр Кристиан-Жак решает экранизировать произведение отечественной литературы — повесть Проспера Мериме «Кармен». Постановщик вообще довольно часто обращался к литературным источникам, что позволило критике назвать его одним из главных «экранизаторов» французской литературной классики. Во время Второй мировой войны режиссёр своими кинолентами, созданными им совместно со сценаристами Шарлем Спааком и Пером Вери, стали авторами, так называемой «чудесной поэтики», которая предоставляла возможность французскому кинематографу уйти от военной действительности, что позволяло обходить указания немецкой администрации и требования цензуры. Съёмки картины были запланированы в Италии, и таким образом авторам предоставилась возможность уехать из Парижа в то время, когда оккупационные власти стали настойчиво приглашать французских кинематографистов посетить Берлин. Явный отказ от подобной пропагандистской поездки грозил неприятностями: «Лучше было на время „скрыться с глаз“, что и проделал Кристиан-Жак».      
На главные роли были приглашены известные французские актёры Вивиан Романс, которая была известна своими ролями «роковой женщины» и Жан Маре, который в то время был занят в театре Шарля Дюллена. В феврале 1942 года Маре вызвали к генеральному директору кинематографии, где ему объявили, что Кристиан-Жак собирается экранизировать «Кармен» и он рассматривается на роль Хозе. Маре, который был связан устной договорённостью с Дюлленом первоначально отказался, но всё-таки прошёл пробы, в ходе которых понял, что они прошли неудачно и режиссёр разочарован их результатами. Однако, в одной из сцен надо было показать страдание его героя и заплакать. Актёр легко справился с этой задачей, что произвело большое впечатление на съёмочную группу и продюсеров. Это решило вопрос выбора актёра на главную мужскую роль, и Кристиан-Жак уведомил генерального директора Рауля Плокена, что с другим исполнителем он не считает возможным осуществить постановку фильма. Маре, который очень хотел сыграть эту роль, пытался объяснить, что в театре Дюллена он занят в постановке пьесы «Любовники из Галисии» Лопе де Веги, на что ранее дал предварительное согласие. В конечном итоге Маре решился сниматься в фильме и несмотря на то, что контракт с Дюлленом не был подписан, в связи с этими событиями разразился скандал. Противники и недоброжелатели Маре обвинили его в предательстве, и в прессе даже обсуждалась идея ввести специальные членские билеты для театральных актёров, которые можно было бы отбирать в случае их перехода в кино, что непосредственно было направлено против актёра. В конечном итоге Дюллен получил 200 000 франков компенсации (гонорар Маре за участие в фильме составлял всего 75 000 франков), а оккупационные власти выдали актёру необходимую визу в Италию, в которой ему отказывали до урегулирования конфликта с театральным режиссёром.
Павильонные съёмки производились в студии компании Scalera Film в Риме в 1942—1943 годах, а натурные съёмки прошли летом 1942 года в коммуне Сан-Донато-Валь-ди-Комино. Позже в своих воспоминаниях Маре писал, что за время подготовительного периода съёмок научился ездить верхом, а в фильме впервые выступил как каскадёр. Маре отметит, что его огорчили слова Бернара Блие, который про его успехи в верховой езде сказал ему: «Ты хороший наездник, а я хороший актёр». Но в целом Маре положительно вспоминал дружескую атмосферу царившую на съёмочной площадке, и с благодарностью упомянет о стиле работы режиссёра. Также он укажет, что Вивиан Романс удивлялась его застенчивости. По словам актёра режиссёр давал ему «странные» указания, например: «Старайся быть больше парижанином».
В конце фильма режиссёр использовал документальные кадры боя быков, которые смонтировал со специально доснятыми игровыми сценами: «Кристиан-Жак без всяких дополнительных затрат добился леденящего эффекта правдивости каждой секунды корриды, в особенности же — её трагической развязки».

## Прокат
Историк кино Жорж Садуль назвал торжественную французскую премьеру фильма — «последним событием в жизни кино периода оккупации». Она состоялась 8 августа 1944 года в парижском кинотеатре «Нормандия». Почти два года этот фильм дожидался получения разрешения на начало показа. Такой продолжительный срок между окончанием съёмок и началом его демонстрации объясняют по-разному. В частности предполагается, что оккупационные власти не имея возражений против собственно сюжета ленты, опасались, что фильм снятый в Риме, может напомнить о неудачном ходе военных действий войск Германии и Италии во время Итальянской кампании (1943—1945). Французский журналист и кинокритик Роже Режан, вспоминал, какое впечатление производил ажиотаж вокруг этого фильма у некоторой части французского общества, в то время когда войска союзников вели ожесточённые бои после высадки в Нормандии против немецких войск:
Любители автографов ждали появления Вивиан Романс и Жана Маре… По Елисейскими полям шли танки и грузовики, набитые людьми, скрытыми под свежесрезанными зелеными ветвями. Этот странный кортеж создавал впечатление „моторизованного“ леса. Солдаты вермахта, обвешанные тяжёлой амуницией, измотанные многочисленными „переходами“ последних дней, смотрели с недоумением на этих молодых людей, охотившихся за кинозвёздами.
Фильм вышел во французский прокат 10 февраля 1945 года и имел успех у публики, заняв четвёртое место по просмотрам с более чем 4 миллионами зрителей.

## Критика
Кристиану-Жаку часто ставили в упрёк помпезность многих его картин, что заставило критиков называть его «французским Сессиль де Миллём», так как американский постановщик был известен своими пышными театрализованными постановками. По наблюдению киноведа Пьера Лепроона, несмотря на затраченные силы и кинематографическое мастерство Кристиана-Жака, на темпераментное исполнение ролей, в целом фильм не может быть признан удачным. К числу недостатков тот же автор относил: неподходящие роли для Жана Маре и Вивиан Романс, а также растянутость действия, не соответствующего духу литературного источника и преуменьшающего силу любовной драмы. Вместе с тем, Лепроон останавливается и на несомненных достоинствах фильма, отмечая режиссёрскую работу, которая, по его словам, во многих эпизодах была «замечательной». По его мнению к таким удачам можно отнести некоторые живописные и динамичные сцены, кинематографическое чувство ритма режиссёра. По наблюдению Лепроона, несмотря на то, что в этом фильме Кристиан-Жак сумел доказать, что он является режиссёром крупного масштаба, сами достоинства фильма приводили к его недостаткам: «Многие места его отличались дешёвой бравурностью. Размах в подаче обстановки порой уменьшал напряжённость повествования».
Фильм шёл в прокате СССР, где советская критика также обращала внимание на противоречия между картиной и новеллой Мериме, что выражалось в преобладании авантюрной интриги над духом знаменитого литературного произведения. По мнению А. В. Брагинского, советского биографа французского режиссёра, если рассматривать фильм в целом, то в художественном отношении он не совсем удался и не может быть сравним с литературным первоисточником. Советский киновед писал, что Кристиан-Жак поставил «приключенческий боевик», в котором отчасти можно предугадать стилистику снятого в 1952 году фильма «Фанфан-Тюльпан». Создатели картины основывались в основном на оперном либретто Мельяка и Галеви и не смогли преодолеть «оперной ходульности», несовместимой с реализмом новеллы Мериме: «Эта оперная условность выглядит особенно нелепо на фоне документальных коррид и прекрасно снятой оператором М. Арата природы, динамичных панорам, конных проездов». Некоторые советские киноведы увидели в этой постановке «типичный вестерн, скроенный по всем расхожим канонам», с неизменными перестрелками и погонями, в духе некоторых сцен из фильма «Дилижанс» Джона Форда. Также в советской критике отмечалось, что несмотря на то, что картина снятая «в эффектной стилизованной манере», находилась под влиянием оперных условностей и штампов, но при всех своих недостатках: «это всё же был уровень, редко встречающийся в фильмах подобного жанра». Также по мнению советских киноведов, представляет несомненный интерес то, что Кристиан-Жак увидел в Жане Маре будущего эталонного героя жанра фильмов «плаща и шпаги». После просмотра фильма Александр Вертинский в своей рецензии отмечал, что несмотря на то, что Вивиан Романс является хорошей актрисой, она не сумела раскрыть сложный образ цыганки Мериме: «Обречённость Кармен она не выявила, её почти физическую жажду смерти, как расплаты за большие страсти, она не показала». По его мнению, в образе главной героини фильма отсутствует психологическая достоверность. Так, в частности её охлаждение к Хозе поверхностно и психологически не мотивировано, так как непонятно, почему она с ним порвала, а её разочарование в своём любовнике неубедительно. По замечанию Вертинского, вся картина излишне мелодраматична и театрализована, а характеры других главных героев драмы тоже не убедительны: «Надо было демократизировать картину — приблизить её к простоте, к поту, к правде. Это им не удалось. Впрочем, они и не умеют этого делать. Больше загара, пыли, пота и грязи — и меньше „кабаре“». Стефан Мокульский писал в 1960 году, что именно экранизация новеллы Мериме, созданная Кристианом-Жаком является лучшей на то время.